# Lage (Baja Sajonia)
Lage (pronunciación en alemán: /ˈlaːɡə/ⓘ) es un municipio situado en el distrito de Condado de Bentheim, en el estado federado de Baja Sajonia (Alemania), a una altitud de 20 metros. Su población a finales de 2016 era de unos 1000 habitantes y su densidad poblacional, 170 hab/km².
Se encuentra ubicado a poca distancia al este de Países Bajos y al norte del estado de Renania del Norte-Westfalia.